# Sky Masters
Sky Masters of the Space Force es una tira de cómic creada por Jack Kirby, que cuenta las aventuras de un astronauta estadounidense. 

## Origen
Supuestamente, Sky Masters of the Space Force nació a partir de una tira de ciencia ficción llamada Space Busters, creada por Jack Kirby y el guionista Dave Wood, diseñada para ser vendida a un sindicato de prensa -dado que Kirby dudaba del futuro de los cómics tras la cruzada de Wertham contra su industria- y que, finalmente, no consiguieron vender.
Por aquella época, Harry Elmlark, "un agente del servicio de George Matthew Adams" consultó al editor de DC Jack Schiff por un cómic de ciencia ficción para ser adaptado al formato de tira, que aprovechase el interés del público norteamericano en la carrera espacial tras el lanzamiento el año anterior del satélite Sputnik. Al parecer, Schiff rechazó Space Busters y, o bien colaboró en la creación de una nueva tira o simplemente animó a Kirby y Wood a producirla:
"una tira que trate de lanzamientos de cohetes, imágenes de la luna, y líneas argumentales generales ligeramente por delante de los actuales desarrollos aparecidos en las noticias."

## Creación y conflicto
Con el arte de muestra y el esbozo del argumento aprobados por Elmlark, Kirby dibujó la tira, la cual fue inicialmente escrita por los hermanos Dick y Dave Wood y entintada por Wally Wood (sin ningún tipo de relación familiar con los anteriores), quienes ya habían trabajado previamente con Kirby en Challengers of the Unknown. Posteriores guiones fueron escritos por Kirby y entintados por Dick Ayers, con el último mes dibujado y entintado solo por Kirby. A Schiff, Dave Wood le prometió "un porcentaje por lograr el acuerdo", porcentaje que Kirby supuestamente asumió como un pago único, pero que Schiff entendió como periódico.
En primavera de 1958 - pre-publicación - Kirby accedió verbalmente a pagarle a Schiff un porcentaje periódico, en gran parte para salvaguardar sus lucrativas relaciones con DC, pero la confusión acerca de si ese porcentaje debía calcularse a partir de los ingresos brutos o netos (y la aparente expectativa de que Kirby cubriría personalmente los costes de producción de la tira) enturbiaron la relación entre Kirby y Schiff. Kirby también se enfrentó al guionista Dave Wood, solicitando un mayor porcentaje de los royalties para cubrir los costes de entintado. Amenazando con dejar la tira, Schiff concluyó que Kirby debía entintar él mismo, indicando además que Wood necesitaba dinero para pagar a su hermano, Dick, quien le ayudaba con los guiones.

## Desafío legal
Schiff rechazó la oferta y despidió a Kirby de Challengers of the Unknown, afirmando que ideas de las reuniones argumentales para Challengers se aplicaban en Sky Masters. El 11 de diciembre de 1958, Kirby descubre que Schiff les denuncia tanto a él como a los hermanos Wood por incumplimiento de contrato, por lo que a su vez denuncia a Schiff. Kirby afirmó que Schiff era meramente un editor que "le había asignado a él, a los hermanos Wood y a Eddie Herron trabajo como independientes," que Kirby y los Wood habían visitado a Elmlark sin Schiff, que Schiff no estaba involucrado en el acuerdo con la agencia, pero que los Wood y él le habían ofrecido un regalo. Kirby alegó además que Schiff le había amenazado con que, de no atender sus demandas, perdería su empleo en DC.

## Veredicto
Myron Shapiro, abogado de Schiff, interrogó a Kirby en el juicio y confirmó que Schiff no había pronunciado dichas amenazas. Jack Liebowitz (vicepresidente ejecutivo y administrador general de National/DC) testificó a favor de Schiff, y el contrato firmado que prometía a Schiff un porcentaje periódico llevó a "una audiencia muy corta en la corte suprema de White Plains, New York" que daría la razón a Schiff. Kirby abandonó al "líder del mercado" DC, volviendo a trabajar para Atlas Comics, aunque continuó dibujando Sky Masters hasta principios de 1961.
La tira diaria comenzó el 8 de septiembre de 1958 y finalizó el 25 de febrero de 1961. La tira dominical, con argumentos independientes, comenzó el 8 de febrero de 1959 y finalizó el 14 de febrero de 1960.

## Guía de episodios
Historias diarias
- "First Man in Space"
- "Sabotage"
- "Mayday Shannon"
- "The Lost Capsule"
- "Alfie"
- "Refugee"
- "Wedding in Space"
- "Message from Space"
- "Weather Watchers"
- "The Young Astronaut"

Historias dominicales
- "The Atom Horse"
- "Project Darkside"
- "Mister Lunivac"
- "Jumbo Jones"
- "The Yogi Spaceman"

## Reediciones
Todas las tiras de Sky Masters han sido reeditadas en The Complete Sky Masters of the Space Force, Pure Imagination, 2000, ISBN 1-56685-009-6. Las tiras dominicales son en blanco y negro.
Las ocho primeras tiras dominicales fueron reeditadas en color en una anterior edición de Sky Masters por Pure Imagination, siendo las restantes reimpresas en color por la revista Comics Revue.
En España, la editorial Glénat ha publicado dos de los tres volúmenes previstos con todas las tiras diarias y dominicales restauradas.